# FC Zbrojovka Brno
O FC Zbrojovka Brno é uma equipe de futebol da cidade de Brno, na região da Morávia, na República Tcheca. Foi fundado em 1913 com o nome de SK Židenice. Suas cores são vermelho, branco e azul. Em 1962 se uniu com outro clube da cidade, o Rudá Hvezda Brno (em português: Estrela Vermelha de Brno).
Disputa suas partidas no Městský fotbalový stadion Srbská, em Brno, que tem capacidade para 12.500 espectadores.
A equipe compete atualmente na primeira divisão do Campeonato Tcheco, onde nunca obteve muito destaque. O principal título do clube foi o Campeonato Tchecoslovaco na temporada 1977/78. Também foi vice-campeão em 1979/80, ficando atrás do Baník Ostrava.
Na Copa da Tchecoslováquia, o RH Brno foi campeão em 1960, quando venceu por 2 a 1 o Dynamo Praga (atual Slavia Praga). Ainda na época que disputava o campeonato amador da Tchecoslováquia como SK Zidenice, foi campeão em 1926.
Sua melhor colocação nas principais competições européias foi as quartas de final na primeira edição da Taça dos Clubes Vencedores de Taças em 1960/61, quando foi eliminado pelo Dínamo de Zagreb. 
Também chegou nas quartas de final na Copa da UEFA em duas oportunidades: 1963/64 e 1979/80. Nesta última foi eliminado pelo Eintracht Frankfurt, clube que viria a ser campeão.

## Nomes
- 1913 — SK Židenice (Sportovní klub Židenice)
- 1947 — SK Zbrojovka Židenice Brno (Sportovní klub Zbrojovka Židenice Brno)
- 1948 — Sokol Zbrojovka Židenice Brno
- 1951 — Sokol Zbrojovka Brno
- 1953 — DSO Spartak Zbrojovka Brno (Dobrovolná sportovní organizace Spartak Zbrojovka Brno)
- 1956 — TJ Spartak ZJS Brno (Tělovýchovná jednota Spartak ZJS Brno)
- 1968 — TJ Zbrojovka Brno (Tělovýchovná jednota Zbrojovka Brno)
- 1990 — FC Zbrojovka Brno (Football Club Zbrojovka Brno)
- 1992 — FC Boby Brno (Football Club Boby Brno)
- 2000 — FC Stavo Artikel Brno (Football Club Stavo Artikel Brno)
- 2002 — 1. FC Brno (Football Club Brno)
- 2010 — FC Zbrojovka Brno (Football Club Zbrojovka Brno)

## Títulos
- Campeonato Tchecoslovaco: 1 (1978);
- Copa da Tchecoslováquia: 1 (1960).